# Castello di Albinea
Das Castello di Albinea ist eine Höhenburg in Albinea in der italienischen Region Emilia-Romagna. Sie liegt auf den ersten Hügeln des Apennin.

## Geschichte
In einem Dokument von 1070 ist die Burg zusammen mit der Pfarrkirche von Albinea als Besitz des Bischofs von Reggio nell‘Emilia bezeichnet. Bischof Guglielmo Fogliani flüchtete sich 1277 dorthin, nachdem er den wütenden Kämpfen zwischen den Guelfen und Ghibellinen Reggios entkommen war, und ließ die Burg grundlegend restaurieren und mit einer Mauer umgeben. 1324 gehörte die Anlage der Stadt Reggio nell’Emilia, aber neun Jahre später wurde sie der Familie Fogliani zugesprochen, auch wenn der formale Eigentümer immer noch der Bischof war. Im 14. Jahrhundert rüsteten die Viscontis das Castello di Albinea mit Feuerwaffen aus. Später wurde es der Familie Manfredi zugesprochen, die es als Lehensnehmer und ab 1412 als Grafen von Albinea, Montecavolo, Borzano, Montericco, Jano, Mucciatella und Partissolo bis 1730 behielt. Acht Jahre nach dem Aussterben der Manfredis wurde die Grafschaft von Herzog Francesco III. d’Este Alessandro Frosini zugesprochen. 1796 wurden mit der Abschaffung des Lehenswesens die Güter der Frosinis, darunter auch das Castello di Albinea, an die Cisalpinische Republik aufgegeben. Zwischen 1811 und 1814, wurden, sobald die Burg wieder den Frosinis zugesprochen wurde, die Zugbrücke und der mit Zinnen versehene Turm errichtet. Ende des 19. Jahrhunderts gaben die Frosinis die Burg an Prospero Ottavi und, als sie die Tochter Lavinia, die mit dem Grafen Pio di Brazzà Savorgnan verheiratet war, geerbt hatte, wechselte sie erneut den Besitzer; es erhielt sie der Industrielle und leitende Ingenieur Giovanni Prampolini aus Reggio nell’Emilia, der Vetter des Commendatore Giovanni Prampolini und des Grafen und Senators Natale Prampolini. In den 1960er-Jahren gelangte die Burg an die Familie Spallanzani und heutzutage gehört sie der Familie Maramotti.